# Amatersko prvenstvo Francije 1960
Amatersko prvenstvo Francije 1960 v tenisu.

## Moški posamično
Nicola Pietrangeli :  Luis Ayala  3-6, 6-3, 6-4, 4-6, 6-3

## Ženske posamično
Darlene Hard :  Yola Ramírez  6-3, 6-4

## Moške dvojice
Roy Emerson /   Neale Fraser :  José Luis Arilla /  Andrés Gimeno  6–2, 8–10, 7–5, 6–4

## Ženske dvojice
Maria Bueno /  Darlene Hard :  Pat Ward Hales / Ann Haydon-Jones 6–2, 7–5

## Mešane dvojice
Maria Bueno /  Bob Howe :  Ann Haydon-Jones /  Roy Emerson  1–6, 6–1, 6–2